# Shaun Baker
Shaun Baker este un muzician, DJ și producător muzical englez, stabilit în Paderborn, Germania.

## Discografie

### Single-uri
| An   | Single                                                                         | Poziție | Poziție | Poziție | Poziție | Poziție | Album            |
| An   | Single                                                                         | AUT     | CZE     | GER     | SVK     | SUI     | Album            |
| ---- | ------------------------------------------------------------------------------ | ------- | ------- | ------- | ------- | ------- | ---------------- |
| 1999 | "Pizza"                                                                        | —       | —       | —       | —       | —       | The Works Pt. 01 |
| 2000 | "On a Helium Trip"                                                             | —       | —       | —       | —       | —       | The Works Pt. 01 |
| 2001 | "Somebody"                                                                     | —       | —       | —       | —       | —       | The Works Pt. 01 |
| 2001 | "Back in Town"                                                                 | —       | —       | —       | —       | —       | The Works Pt. 01 |
| 2002 | "Immortality" (cu Seikos)                                                      | —       | —       | —       | —       | —       | The Works Pt. 01 |
| 2003 | "Come Back" (ca Seikos Meets Baker)                                            | —       | —       | —       | —       | —       | The Works Pt. 01 |
| 2003 | "Music, Love & Money" (ca Shaun Baker presents A&B Brothers)                   | —       | —       | —       | —       | —       | The Works Pt. 01 |
| 2003 | "Sex on the Streets" (cu Marc van Linden)                                      | —       | —       | —       | —       | —       | The Works Pt. 01 |
| 2004 | "We Hate HipHop (F*ck U Up! Part 2) Nobody Listens To HipHop" (cu Boo Selekta) | —       | —       | —       | —       | —       | Singles only     |
| 2004 | "Freestyle Fucker" (cu Black Dildo)                                            | —       | —       | —       | —       | —       | Singles only     |
| 2004 | "Be Free"                                                                      | —       | —       | —       | —       | —       | Singles only     |
| 2005 | "Worldwide" (cu Clubbasse)                                                     | —       | —       | —       | —       | —       | Singles only     |
| 2005 | "Xplode 2"                                                                     | —       | —       | 47      | —       | —       | 1                |
| 2006 | "Push/Deep"                                                                    | —       | —       | 77      | —       | —       | 1                |
| 2006 | "Bakerman" (feat Laid Back)                                                    | 44      | 23      | 39      | 74      | 90      | Single only      |
| 2007 | "Hit Me Hard" (feat Jasmin Teutrine)                                           | —       | —       | —       | —       | —       | 1                |
| 2007 | "V.I.P." (feat MaLoY)                                                          | —       | 2       | —       | 21      | —       | 1                |
| 2007 | "Power" (feat MaLoY)                                                           | —       | —       | —       | —       | —       | 1                |
| 2008 | "Hey Hi Hello" (feat MaLoY)                                                    | —       | 1       | —       | 15      | —       | 1                |
| 2008 | "Could You, Would You, Should You" (feat MaLoY)                                | —       | 10      | —       | 57      | —       | 1                |
| 2008 | "Xplode" (feat Hyper)                                                          | —       | —       | —       | —       | —       | Singles only     |
| 2009 | "Sunshine 2009" (vs. Dance Nation)                                             | —       | —       | 69      | —       | —       | Singles only     |
| 2009 | "Give" (feat MaLoY)                                                            | —       | 22      | —       | 29      | —       | Singles only     |
| 2009 | "Blame It on the Summer" (feat Bryce)                                          | —       | —       | —       | —       | —       | Singles only     |
| 2010 | "Show Me 10 (Explode 3)" (cu Darius & Finlay)                                  | 43      | —       | 58      | —       | —       | Singles only     |
| 2010 | "Frontline"                                                                    | —       | —       | —       | —       | —       | Singles only     |

## Legături externe
- official Homepage
- official Booking Agency
- Sebastian Wolter